# Теучеж, Цуг
Цуг Теуче́ж (настоящее имя Таги́р Али́евич Теуче́ж; 3 (15) августа 1855, аул Габукай — 26 января 1940, аул Понежукай) — адыгский (черкесский) советский поэт, ашуг, народный поэт Адыгеи.

## Биография
Родился 15 августа 1855 года в ауле Габукай в Бжедугии (ныне Республика Адыгея) в бедной адыгской семье. В детстве батрачил. Был искусным шорником.
Сочинитель и исполнитель народных песен («Песня о бжедугской битве» и др.). Пение сопровождал игрой на смычковом инструменте — шичепшине.
Исторические поэмы «Война с князьями и уорками» (1938), «Урысбий Мэфоко» (1939), наиболее известные стихи — «Счастье», «Стаханов», поэма «Родина» (1939).
С 1939 года — член Союза писателей СССР.
Умер 26 января 1940 года в ауле Понежукай.
Сын — Нух Теучеж — председатель Адыгейского облисполкома.

## Память
- 1955 году на родине установлен памятник-бюст ашугу[1] (Республика Адыгея, Теучежский район, аул Понежукай, улица Ленина, 69)
- Имя поэта носит Теучежский район Адыгеи.
- Город Адыгейск в 1976—1992 годах назывался Теучежск.
- В родном ауле Теучежа Габукае (именовавшемся некоторое время Теучежхаблем) организована посвящённая поэту музейная экспозиция.

## Книги
- Избранные произведения. М., 1956.
- Счастливая доля. — Майкоп, 1980 (на рус. и адыг. языках).
- Исторические поэмы: «Война с князьями и уорками» (1938), «Урысбий Мэфоко» (1939). «Родина» (1939).
- Стихи: «Счастье», «Стаханов», «В ногу с юными идти»(«Сижъышъхьи сыжъудэбэкъон»), «Старое и новое» ( «Тищы1эк1эжъыгьэмрэ джырэ тищы1ак1эрэ») , «Наши пахари» («Тижъонак1охэр») и другие

## Награды и премии
- Орден Трудового Красного Знамени (1939)
- Народный поэт Адыгеи